# James Joseph McGuinness
James Joseph McGuinness (* 2. Oktober 1925 in Derry City, Nordirland; † 6. April 2007) war Bischof von Nottingham.

## Leben
James Joseph McGuinness empfing am 3. Juni 1950 die Priesterweihe in Nottingham.
Am 2. Februar 1972 wurde er von Papst Paul VI. zum Koadjutorbischof des Bistums Nottingham sowie zum Titularbischof von Sanctus Germanus ernannt. Die Bischofsweihe spendete ihm der Bischof von Nottingham, Edward Ellis, am 23. März desselben Jahres. Mitkonsekratoren waren der Bischof von Plymouth, Cyril Edward Restieaux, und der Bischof von Shrewsbury, William Eric Grasar.
Mit dem altersbedingten Rücktritt Edward Ellis’ am 31. Oktober 1974 trat er dessen Nachfolge als Bischof von Nottingham an. Am 7. November 2000 wurde seinem Rücktrittsgesuch von Johannes Paul II. stattgegeben.